# Хуанъянь
Хуанъя́нь (кит. упр. 黄岩, пиньинь Huángyán, буквально: «жёлтая скала») — район городского подчинения городского округа Тайчжоу провинции Чжэцзян (КНР).

## История
Во времена империи Тан эти места входили в состав уезда Линьхай (临海县). В 657 году из уезда Линьхай был выделен уезд Юннин (永宁县). В 690 году уезд Юннин был переименован в Хуанъянь (黄岩县), так как на горе, на которой в своё время жил даос Ван Фанпин, была жёлтая скала. После монгольского завоевания уезд был в 1295 году поднят в статусе, став Хуанъяньской областью (黄岩州), но после свержения власти монголов и провозглашения империи Мин область в 1369 году была вновь понижена в статусе до уезда.
После образования КНР в 1949 году был создан Специальный район Тайчжоу (台州专区), состоящий из 7 уездов и выделенных из уезда Линьхай района Хаймэнь (海门区) и Линьхайского городского района (临海城关区). В 1954 году Специальный район Тайчжоу был расформирован, уезд Хуанъянь и район Хаймэнь перешли в состав Специального района Вэньчжоу (温州专区). В 1956 году район Хаймэнь был присоединён к уезду Хуанъянь.
В 1957 году Специальный район Тайчжоу был воссоздан, но в 1958 году расформирован снова, и уезд Хуанъянь опять перешёл в состав Специального района Вэньчжоу.
В 1962 году Специальный район Тайчжоу был восстановлен вновь. В 1973 году Специальный район Тайчжоу был переименован в Округ Тайчжоу (台州地区).
В 1980 году опять был создан Особый район Хаймэнь (海门特区). В 1981 году он был преобразован в городской уезд Цзяоцзян (椒江市).
В 1989 году уезд Хуанъянь был преобразован в городской уезд.
Постановлением Госсовета КНР от 22 августа 1994 году округ Тайчжоу был преобразован в городской округ; городской уезд Цзяоцзян был при этом преобразован в район городского подчинения, а вместо городского уезда Хуанъянь были созданы районы городского подчинения Хуанъянь и Луцяо.

## Административное деление
Район делится на 8 уличных комитетов, 5 посёлков и 6 волостей.